# Sámuel Teleki
El  comte Sámuel Teleki de Szék  (1 de novembre de 1845-10 de març de 1916) va ser un explorador hongarès d'Àfrica del segle xix.
Teleki va néixer a Transsilvània (llavors part de l'Imperi Austrohongarès) en una família important de la política i cultura hongareses.
En la seva expedició al nord de Kenya (1887 - 1888), Teleki i el seu acompanyant, el tinent austríac Ludwig von Höhnel van viatjar fins al llac Turkana a Tanzània (que van anomenar llac Rodolf en honor de l'Arxiduc Rodolf d'Àustria) i fins al llac Chew Bahir a Etiòpia (que van anomenar llac Estefania en honor d'Estefania de Bèlgica, la dona de Rodolf). Durant el viatge de tornada a la costa, va albirar el "volcà de Teleki" al nord de Kenya.
Els resultats científics del viatge van ser publicats per von Höhnel en un llibre titulat  The discovery of lakes Rudolph and Stefanie .